# オルセリン酸デカルボキシラーゼ
オルセリン酸デカルボキシラーゼ(Orsellinate decarboxylase、EC 4.1.1.58)は、以下の化学反応を触媒する酵素である。
2,4-ジヒドロキシ-6-メチル安息香酸 {\displaystyle \rightleftharpoons } オルシノール + CO2
従って、この酵素の基質は、2,4-ジヒドロキシ-6-メチル安息香酸のみ、生成物は、オルシノールと二酸化炭素の2つである。
この酵素はリアーゼ、特に炭素-炭素結合を切断するカルボキシリアーゼに分類される。系統名は、2,4-ジヒドロキシ-6-メチル安息香酸 カルボキシリアーゼ (オルシノール形成)(2,4-dihydroxy-6-methylbenzoate carboxy-lyase (orcinol-forming))である。他に、orsellinate carboxy-lyaseとも呼ばれる。